# Lis Jensen
Lis Jensen (ur. 6 lipca 1952 w Kås) – duńska polityk, posłanka do Parlamentu Europejskiego IV kadencji.

## Życiorys
Z zawodu urzędniczka, zatrudniona jako pracownik socjalny. W wieku 16 lat wstąpiła do związku zawodowego. Zaangażowała się w działalność polityczną w ramach Ruchu Ludowego przeciw UE, zasiadała we władzach wykonawczych tej organizacji. Od 1994 do 1999 sprawowała mandat deputowanej do Parlamentu Europejskiego, pracowała m.in. w Komisji ds. Socjalnych i Zatrudnienia. Pozostała aktywna w Pandrup.